# Nathan Fogaça
Nathan Uiliam Fogaça, noto semplicemente come Nathan Fogaça (Palmeira, 9 giugno 1999), è un calciatore brasiliano, attaccante del Grêmio Novorizontino.

## Caratteristiche tecniche
È un centravanti

## Carriera
Cresciuto nel settore giovanile del Coritiba, ha esordito in prima squadra il 6 agosto 2018 in occasione dell'incontro di Série B vinto 1-0 contro il CRB. Il 25 luglio seguente ha segnato la prima rete, decisiva per la vittoria di misura contro il Goiás.

## Statistiche
Statistiche aggiornate al 25 ottobre 2020.

### Presenze e reti nei club
| Stagione        | Squadra         | Campionato      | Campionato | Campionato | Coppe nazionali | Coppe nazionali | Coppe nazionali | Coppe continentali | Coppe continentali | Coppe continentali | Altre coppe | Altre coppe | Altre coppe | Totale | Totale | Totale |
| Stagione        | Squadra         | Comp            | Pres       | Reti       | Comp            | Pres            | Reti            | Comp               | Pres               | Reti               | Comp        | Pres        | Reti        | Pres   | Reti   |        |
| --------------- | --------------- | --------------- | ---------- | ---------- | --------------- | --------------- | --------------- | ------------------ | ------------------ | ------------------ | ----------- | ----------- | ----------- | ------ | ------ | ------ |
| 2018            | Coritiba        | A1/PR+B         | 0+9        | 1          | CB              | 0               | 0               |                    | -                  | -                  |             | -           | -           | 9      | 1      |        |
| 2019            | Coritiba        | A1/PR+B         | 8+7        | 0          | CB              | 1               | 0               |                    | -                  | -                  |             | -           | -           | 16     | 0      |        |
| 2020            | Coritiba        | A1/PR+A         | 1+5        | 0          | CB              | 0               | 0               |                    | -                  | -                  |             | -           | -           | 6      | 0      |        |
| Totale carriera | Totale carriera | Totale carriera | 29         | 1          |                 | 1               | 0               |                    | -                  | -                  |             | -           | -           | 30     | 1      |        |

## Palmarès

### Competizioni statali
- Campionato Paranaense: 1

Coritiba: 2022